# Zebramordene
 Der er for få eller ingen kildehenvisninger i denne artikel, hvilket er et problem. Du kan hjælpe ved at angive troværdige kilder til de påstande, som fremføres i artiklen.

Zebramordene (The "Zebra" murders) var en række racistisk motiverede hadforbrydelser og mord begået af en gruppe af 4 sorte seriemordere mod hvide i San Francisco, Californien fra oktober 1973 til april 1974. Det præcise antal ofre er ikke fastlagt, men som minimum blev 16 dræbt og otte hårdt såret. Betegnelsen ”Zebramordene” kommer fra, at en zebra har sorte striber på hvid baggrund – ”sort på hvid” (”black on white”). Zebramordene blev begået af en gruppe, som kaldte sig selv for Dødsenglene (Death Angels).

## Operation Zebra
Mordene forårsagede omfattende panik i San Francisco. Folk forsøgte at finde ”sikkerhed i grupper”, når de gik ud, eller forsøgte så vidt som muligt at holde sig inde døre om aftenen. Politiet reagerede med øget polititilstedeværelse i hele byen, men var i øvrigt på bar bund og forvirret over det tilsyneladende manglende motiv bag mordene, som mest var karakteriseret ved brutalitet og mordernes mangel på anger. Den eneste fællesnævner var, at morderne var sorte og ofrene var hvide.
Der var et fællesmønster: Det var hit-and-run skyderier, morderen bruget en fremgangsmåde hvor han nærmede sig ofret, skød gentagne gange på nært hold og flygtede til fods. Desuden syntes morderne at foretrække en 32-kaliber pistol. En speciel politienhed ledet af Gus Coreris og John Fotinos blev dannet for at opklare og stoppet mordene. Gruppen fik tildelt politiradiofrekvensen ”Z” – hvorved de fik tilnavnet Zebragruppen (Zebra Task Force) og mordene som Zebramordene.
Efter anden mordbølge tog politiet drastiske forholdsregler. Inspektør Gus Coreris fik lavet et par generiske fantomtegninger ud fra de sparsomme eksisterende beskrivelser af gerningsmændene. Tegningerne blev distribueret til medierne og byen politibetjente og byens borgmester, Joseph Alioto, og politimester Donald Scott beordrede byens politifolk til at stoppe og forhører et stort antal sorte borgere, der kunne ligne beskrivelsen og polititegningerne: en sort mand med kort afrohår og en smal hage.
Efter at have været stoppet og clearet fik borgerne udleveret et specialfremstillet Zebrakort, de kunne vise til andre politibetjente, hvis de blev stoppet igen. Over 500 personer blev stoppet og undersøgt i løbet af den første weekend programmet var sat i system.

### Kritik
Systemet vakte højlydt kritik fra det afroamerikanske samfund og udløste sagsanlæg fra både NAACP og ACLU – hvorefter distriktsdommeren Alfonso J. Zirpoli dømte programmet forfatningsstridigt, grundet politites manglen af belæg til at stoppe og visitere, og lukkede det.

## Arrest og dom

### Arrest
Med en $30.000 dusør kom der afgørende informationer, der kunne hjælpe med at løse mordene. Anthony Harris – en ansat på det Nation of Islam ejet Sort selvhjælp, flytning og opbevaring ringede til politiet og aftalte at mødes på en parkeringsplads i Oakland. Harris hævdede at være at af personerne på politiets fantomtegninger og angav specifikke detaljer om flere af mordene, detaljer der ellers ikke havde været frigivet til offentligheden. Harris nægtede selv at havde begået nogle af mordene, men sagde han havde været til stede i mange af dem.
Harris afslørede eksistensen af ”Dødsenglegruppen” og informerede om endnu et mord der ikke var blevet registreret. Han hævdede at Dødsenglene havde kidnappet en hjemløs mand fra Ghirardelli Square, San Francisco, som blev bragt til Nation of Islams lokaler, bundet og kneblet, og at Dødsenglene skiftes at hugge mandens lemmer af mens han stadig var bevidst . Harris fortalte politiet af liget var blevet kastet i San Francisco Bugt og fortalte om mordet i så præcise detaljer at politiet var overbevist om dets sandfærdighed – især da politiet dagen før, den 23. december havde fundet en bundet og slemt tilredt mandekrop, uden hænder, fødder og hoved, der var skyllet op af bugten.
Harris gav politiet navne, datoer, adresser og nok detaljer til at udstede anholdelsesbegæringer på de mistænkte. Harris selv søgte og opnåede retsimmunitet for hans hjælp i løsningen af Zebrasagen, såvel som ny identitet til sig selv, kæresten og hendes barn.
Den 1. maj blev der gennemført en række samtidige førdaggry razziaer hvilke resulterede i anholdelsen af Larry Craig Green og JCX Simon i et højhus på Groove Street samt en række andre mistænkte i Nation of Islams lokaler. Ingen gjorde modstand under anholdelserne. I alt syv personer blev anholdt, hvoraf fire blev løsladt igen på grund af manglende beviser.
Borgmesteren offentliggjorde nyheden om anholdelserne og oplyste ved samme lejlighed offentligheden om at mordene var blevet begået af Dødsenglene. Umiddelbart efter fordømte lokale sorte ledere  arrestationerne og hævdede at de var baseret på racistiske undertoner. [kilde mangler] Den sorte Muslimske leder John Muhamma fra Moske #26 i San Fracisco benægtede enhver påstand om en sort sammensværgelse om at dræbe hvide.

### Dom
Der var imidlertid nok beviser til at føre en sag mod Dødsenglene til domfældelse. Retssagen blev indledt 3. marts 1975. Forsvaret havde ikke held med at diskreditere vidnet Harris, da han kom med præcise detaljer over 12 dages intens forhør. Desuden kunne politiet fremlægge en .32 kaliber Beretta pistol, som var blevet fundet i baghaven i et hjem i nærheden af det sidste mord. Pistolen kunne spores tilbage til en af de ansatte i Nation of Islams lokaler.
Baseret på udsagn fra 108 vidner (heriblandt Harris) nedskrevet på 8.000 sider (3,5 millioner ord) kulminerede det i den hidtil længste straffesag i Californiens historie. Efter 18 timers betænkningstid udmøntede juryen det i at både Larry Green, JCX Simon, Manuel Moore og Jessie Lee Cooks blev dømt for overlagt mord samt sammensværgelse til at begå mord. Dommen faldt i 1976. Dommen var livstid i fængsel.

## Ofre
| Navn              | Alder | Dato              | Udfald     |
| ----------------- | ----- | ----------------- | ---------- |
| Richard Hague     | 30    | Oktober 20, 1973  | Overlevede |
| Quita Hague       | 28    | Oktober 20, 1973  | Døde       |
| Frances Rose      | 28    | Oktober 30, 1973  | Døde       |
| Robert Stoeckmann | 27    | Oktober 9, 1973   | Overlevede |
| Saleem Erakat     | 53    | Oktober 25, 1973  | Døde       |
| Paul Dancik       | 26    | December 11, 1973 | Døde       |
| Art Agnos         | 35    | December 13, 1973 | Overlevede |
| Ilario Bertuccio  | 81    | December 20, 1973 | Døde       |
| Terese DeMartini  | 20    | December 20, 1973 | Overlevede |
| Neal Moynihan     | 19    | December 22, 1973 | Døde       |
| Mildred Hosler    | 65    | December 22, 1973 | Døde       |
| John Doe #169     | 28    | December 24, 1973 | Døde       |
| Tana Smith        | 32    | Januar 28, 1974   | Døde       |
| Vincent Wollin    | 69    | Januar 28, 1974   | Døde       |
| John Bambic       | 87    | Januar 28, 1974   | Døde       |
| Jane Holly        | 45    | Januar 28, 1974   | Døde       |
| Roxanne McMillan  | 23    | Januar 28, 1974   | Overlevede |
| Thomas Rainwater  | 19    | April 1, 1974     | Døde       |
| Linda Story       | 21    | April 1, 1974     | Overlevede |
| Terry White       | 15    | April 14, 1974    | Overlevede |
| Ward Anderson     | 18    | April 14, 1974    | Overlevede |
| Nelson Shields IV | 23    | April 16, 1974    | Døde       |